# Toi et moi
「toi et moi」（トワ・エ・モア）は、日本の元女性歌手、安室奈美恵の単独名義では14枚目のシングル。1999年7月7日にavex traxから発売された。小室哲哉プロデュースによる楽曲である。

## 解説

### 内容
タイトルの「toi et moi」はフランス語で「あなたと私」を意味する。
本作は安室の作品としては珍しく、ジャケットに安室本人の写真が一切使われていない。またミュージック・ビデオ（MV）も製作されておらず、MV映像を流すTBS系「CDTV」ではタイアップである『ポケモン』の映像を編集して流していた。
振り付けは元dosのkaba（現・KABA.ちゃん）が担当。kabaは当時「笑っていいとも!」に出演したとき、この曲の振り付けを披露している。
2曲目「A&S NY Bounce Remix」にのみ1番サビの後にもラップパートと2番Aメロパートがある。
ライブツアーにおいては2度歌われており、「NAMIE AMURO TOUR “GENIUS 2000”」では1曲目に披露され、また「namie amuro SO CRAZY tour featuring BEST singles 2003-2004」ではヌンチャクを使ったダンスを披露している。

### タイアップ
アニメ映画『劇場版ポケットモンスター 幻のポケモン ルギア爆誕』エンディングテーマ。
同映画の脚本を担当した首藤剛志は「何を言いたいのか分からない聞き取りにくい歌詞と、うんざりするほど聞きなれたオリジナリティのないポップ調の曲が、まるで作品内容にあっていない。おそらく、アニメ脚本どころか『ポケモン』がどんなゲームかすら知らずに作られた曲なのだろう。10年たった今も、聞くとがっかりする」と評し、小室も「最初から安室でいくと決めたわけではなく、小室ファミリーとの安易なタイアップと思われないように安室の所属事務所・周囲のスタッフ・スポンサーと交渉した。ここぞと言う時にずっと温めてきた最終兵器的なタイアップだった」と苦心していたことを振り返っている。

### 権利関係と流通
楽曲に関する権利をテレビ東京ミュージックが保持している関係上、他のコンピレーション盤である『劇場版ポケットモンスター 幻のポケモン ルギア爆誕 オリジナルミュージックコレクション』『ポケモンソング♪ベストコレクション2』『ポケットモンスター 映画主題歌ソング集 パーフェクトベスト 1998-2003』『ピカチュウ・ザ・ムービー ソングベスト1998-2008』（サウンドトラック）、及び音楽配信サイトでのみ入手が可能となり、安室のシングルとしては極めて珍しく、4thアルバム「GENIUS 2000」を含む本人名義のアルバムには一切収録されていない。これは、2014年発売の42ndシングル「BRIGHTER DAY」に関しても同様である。
2025年時点では、前述の『BRIGHTER DAY』（CD+DVD盤のみ）同様に流通販売を停止しており、廃盤となっている。そのため、中古市場およびECサイトなどのネットオークションでは稀少品となっており、高価値で取引されている。

## 収録曲
| 全作詞: MARC・小室哲哉、全作曲・編曲: 小室哲哉。 |                                      |                  |            |      |
| #                                                | タイトル                             | 作詞             | 作曲・編曲 | 時間 |
| 1.                                               | 「toi et moi (Straight Run)」        | MARC ・ 小室哲哉 | 小室哲哉   | 4:15 |
| 2.                                               | 「toi et moi (A&S NY Bounce Remix)」 | MARC ・ 小室哲哉 | 小室哲哉   | 5:14 |
| 3.                                               | 「toi et moi (TV Mix)」              | MARC ・ 小室哲哉 | 小室哲哉   | 4:15 |
| 合計時間:                                        | 合計時間:                            | 13:44            |            |      |

## クレジット
- Produced : 小室哲哉
- Mixed : Eddie Delena
- Remix & Additional production (#2) : Anthony ACID, DJ SKRIBBLE

以下は『ポケモン』のサウンドトラックに記載されているもの。
- Guitar : 松尾和博
- Keyboards : 小室哲哉
- Chorus : 河合夕子
- Vocal Direction : 佐野健二
- Chorus Arrangement : 河合夕子
- Synthesizer Programming : 村上章久, 岩佐俊秀
- Equipment Technician : 葛西進

## 収録作品
CD（コンピレーション盤）
- サントラ『劇場版ポケットモンスター 幻のポケモン ルギア爆誕 オリジナルミュージックコレクション』
- サントラ『ポケモンソング♪ ベストコレクション2』
- サントラ『ポケットモンスター 映画主題歌ソング集 パーフェクトベスト 1998-2003』
- サントラ『ピカチュウ・ザ・ムービー ソングベスト1998-2008』

映像作品（安室奈美恵名義）
- ライヴ『NAMIE AMURO TOUR “GENIUS 2000”』（VHS・DVD）
- ライヴ『namie amuro SO CRAZY tour featuring BEST singles 2003-2004』（DVD）